# Klespe (Wipperfürth)
Klespe ist eine Ortschaft in der Gemeinde Wipperfürth im Oberbergischen Kreis im Regierungsbezirk Köln in Nordrhein-Westfalen (Deutschland).

## Lage und Beschreibung
Der Ort liegt im Süden der Stadt Wipperfürth im Quellgebiet eines Nebengewässers des Drecker Baches. Nachbarorte sind Wüstenhof, Eichholz, Bommerhaus und Hermesberg.
Der Ort gehört zum Gemeindewahlbezirk 150 und damit zum Ortsteil Thier.

## Geschichte
1378 wird der Ort erstmals unter der Bezeichnung „Clespe“ genannt. Engelbertus de Clespe wird in den Kirchenprovisorien der Wipperfürther Pfarrkirche aufgeführt. Die Karte Topographia Ducatus Montani aus dem Jahre 1715 zeigt vier Höfe und bezeichnet diese bereits mit der heute gebräuchlichen Schreibweise „Klespe“. Die Topographische Aufnahme der Rheinlande von 1825 zeigt in Klespe auf umgrenztem Hofraum sechs getrennt voneinander liegende Grundrisse.
Im Bereich der Ortschaft stand bis 1964 ein steinernes Wegekreuz aus dem Jahre 1860. Heute steht dieses Kreuz im Nachbarort Wüstenhof. Im Ort steht ein steinernes Gedenkkreuz aus jüngerer Zeit, welches ehemals auf dem Friedhof zur Erinnerung an einen Verstorbenen diente.

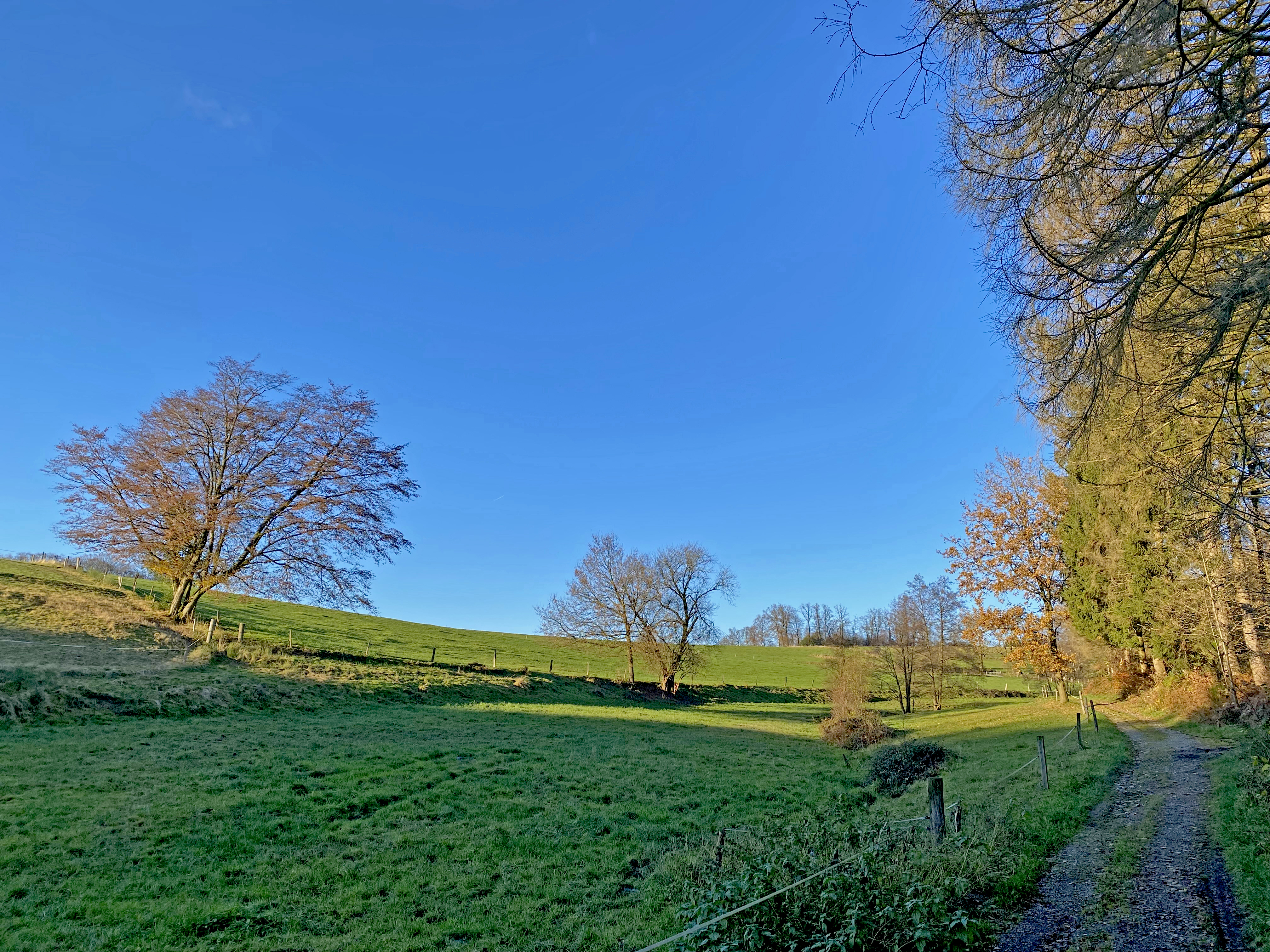
Am Drecker Bach aufwärts nach Klespe
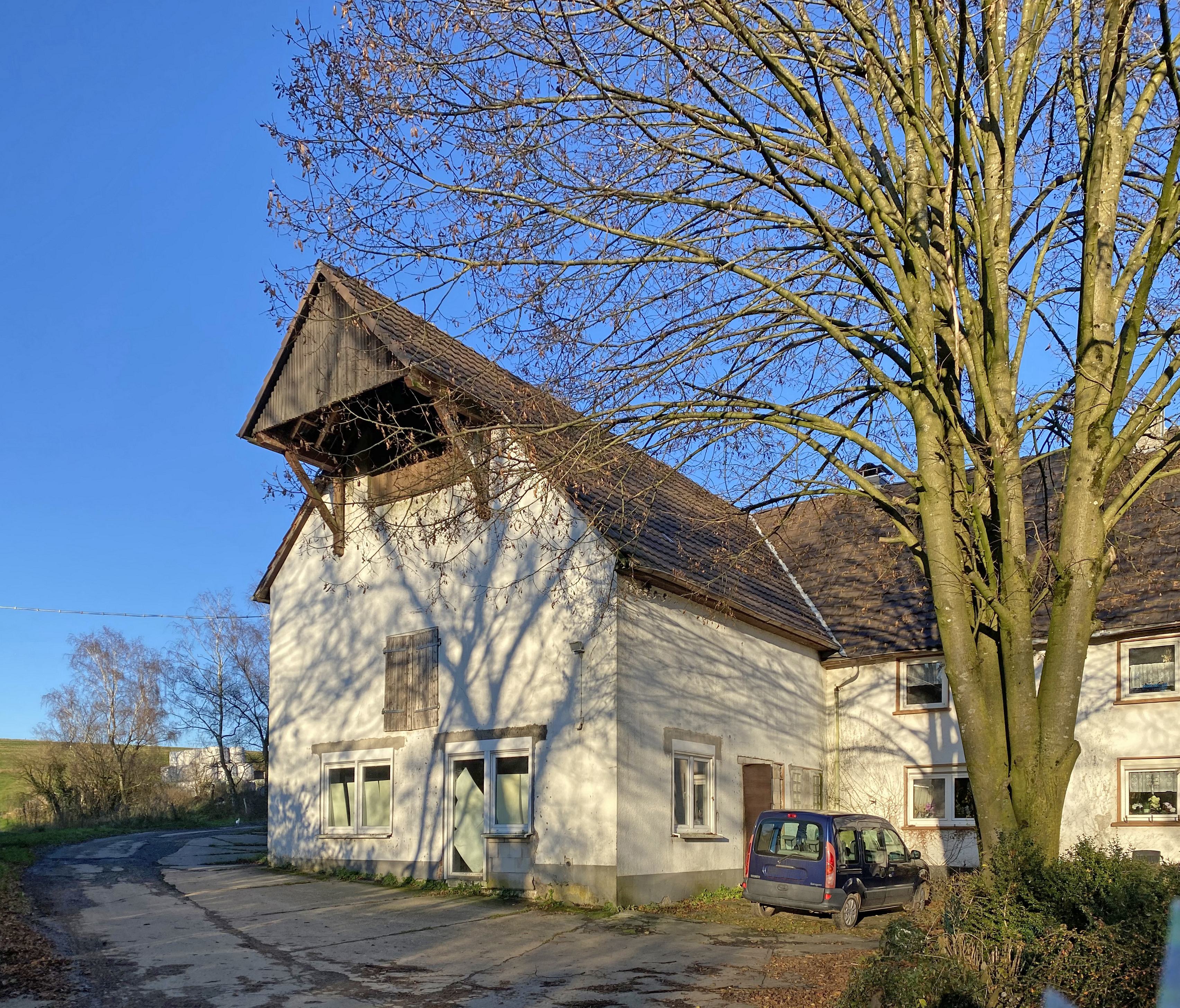
Hof Klespe 5

## Busverbindungen
Über die Haltestelle in Grünenberg der Linie 332 ist Klespe an den öffentlichen Personennahverkehr angebunden.

## Wanderwege
Der vom SGV ausgeschilderte Rundweg Thier und der Ortsrundwanderweg A2 führen durch den Ort.